# Zakręcony (film 1998)
Zakręcony (org. Senseless) – amerykański film komediowy z 1998 roku.

## Fabuła
Darryl, chcąc zdobyć pieniądze, bierze udział w eksperymencie medycznym. Zostaje mu podany nowy lek, którego działanie nie jest dokładnie zbadane. Początkowo wygląda na to, że środek ma same zalety – ożywia ciało i umysł oraz niesamowicie wyostrza zmysły. Niestety, wywołuje też nieprzewidziane reakcje.

## Obsada
- Marlon Wayans – Darryl Witherspoon
- David Spade – Scott Thorpe
- Matthew Lillard – Tim LaFlour
- Brad Dourif – doktor Thomas Wheedon
- Tamara Taylor – Janice Tyson
- Rip Torn – Randall Tyson
- Esther Scott – Denise Witherspoon
- Richard McGonagle – Robert Bellwether
- Kenya Moore – Lorraine